# Going for the One (àlbum de Yes)
Going for the One és el vuitè àlbum d'estudi de la banda anglesa de rock progressiu Yes, editat el 7 de juliol de 1977 per Atlantic Records. L'àlbum fou enregistrat a Suïssa després de la llarga pausa presa per l'agrupació per tal que cada component pogués treballar amb els seus corresponents àlbums en solitari i després de la seva gira de 1976 per Amèrica del Nord. Representa la partença del teclista Patrick Moraz i el retorn de Rick Wakeman, que havia marxat després de mostrar-se en desacord amb el treball Tales from Topographic Oceans (1973) per començar la seva carrera en solitari. Compost per cinc cançons sense un concpete unificador, Going for the One va veure a Yes produir les seves cançons més curtes des de Fragile (1971), exceptuant l'obra de quinze minuts "Awaken."
L'àlbum va ser un èxit comercial i va rebre, majoritàriament, respostes crítiques favorables. Coronà el rànquing d'àlbums del Regne Unit durant dues setmanes i aconseguí la posició número 8 als EUA. Se'n van extreure dos singles, "Wonderous Stories", que aconseguí la posició número 7 al Regne Unit, i "Going for the One". El treball té el certificat d'or per la Recording Industry Association of America (RIAA). Un edició remasteritzada fou publicada el 2003 amb material no editat de les sessions de gravació de l'àlbum.

## Context
L'agost de 1975, després de la gira de Relayer (1974), Yes va fer una llarga pausa per tal que cada membre pogués produir i enregistrar un àlbum en solitari. La banda comptava llavors amb el cantant Jon Anderson, el baixista Chris Squire, el guitarrista Steve Howe, el bateria Alan White, i el teclista Patrick Moraz. Després, Yes es reagrupà i completà la gira de 1976 per Amèrica del Nord, després de la qual es desplaçaren a Suïssa, fugint dels impostos abusius, per produir un nou àlbum.
Durant les primeres sessions de gravació, Moraz abandonà la fromació de manera inesperada. Anderson digué que "no estava gaire bolcat en el treball" i que el seu so "no era especialment bo, cosa que afectava el seu estat emocional... era obvi que no se sentia molt identificat amb el que féiem". Moraz comentà respecte a la seva sortida: "vaig haver de marxar a causa de les llavors enormes pressions psicològiques dins del grup... tenia la impressió que hi havia algunes coses en marxa de les quals no estava assabetat" La decisió fou presa després que Rick Wakeman fos convidat a contribuir al nou àlbum com a músic de sessió per Alex Scott, un soci empresarial de Brian Lane, el director del grup, que també havia plantejat a Wakeman la idea de retornar.
Després que Wakeman accedís a veure a Yes a Suïssa, es mostrà sorprès davant les coses que havien canviat dins de la banda des de la seva partença. "Per sorpresa meva... vaig trobar que havien canviat dràsticament... vam començar relacionar-nos com si fos la primera vegada. Crec que tots havíem crescut i esdevingut molt més madurs. Potser era jo qui havia de créixer més."

## Producció

### Enregistrament

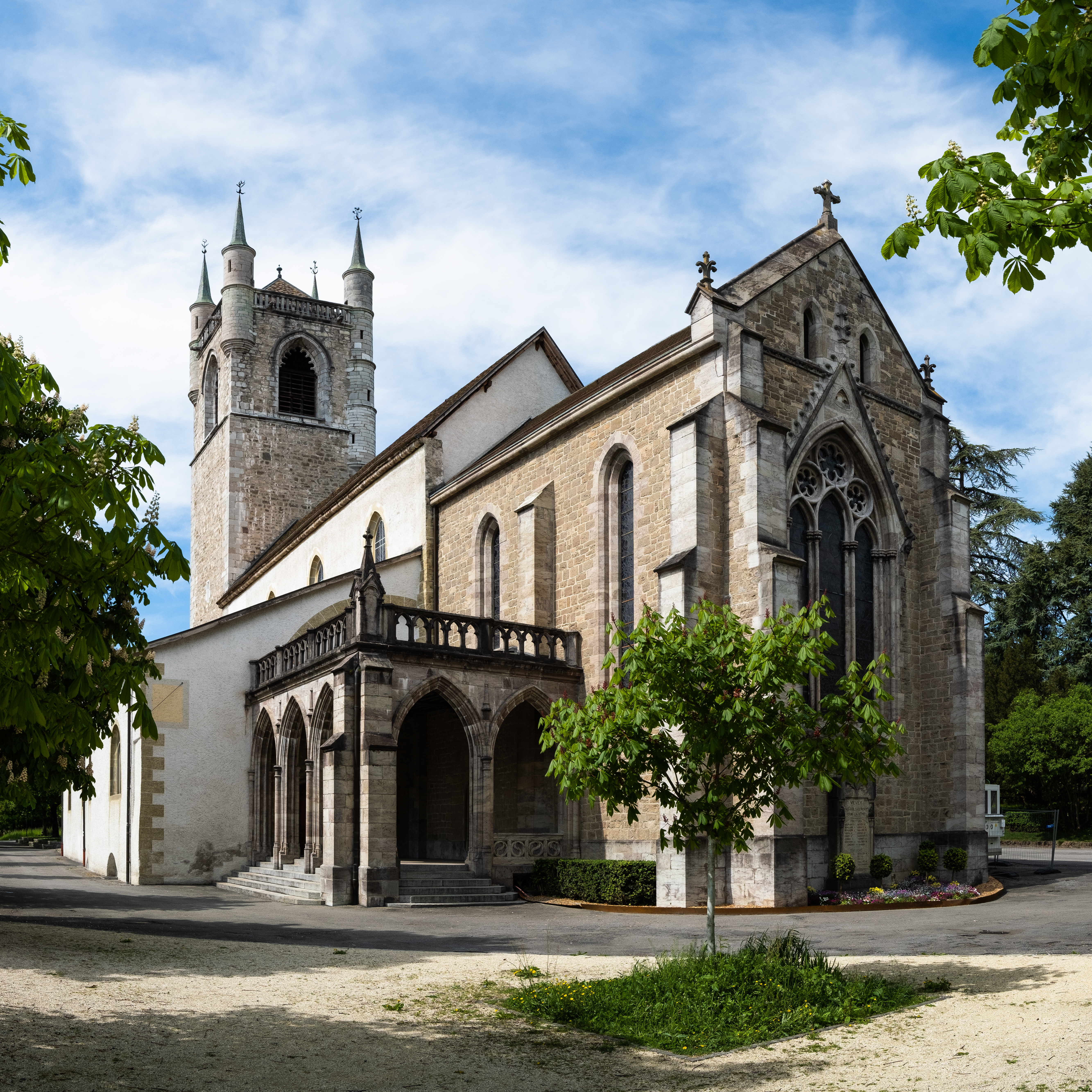
Wakeman toca l'orgue a L'església de St. Martí a Vevey al tema Going for the one.

La gravació va tenir lloc als Mountain Studios de Montreux amb els enginyers John Timperley i David Richards. A diferència del que havia passat els anteriors quatre àlbums d'estudi, l'enginyer i productor Eddy Offord no col·laborà a Going for the One. La resta de la producció de l'àlbum anà a càrrec dels mateixos components. Després de treballar sempre en cançons llargues i simfòniques des de 1973, Yes optà per tornar una mica als orígens i moderar-ne la durada.
Wakeman canvià el seu so a l'àlbum amb l'ús d'un Polymoog, un sintetitzador analògic polifònic, que va reemplaçar el seu ús tradicional del Mellotron, l'orgue Hammond, i el PRMI Electra Piano. A més, tocà i enregistrà amb l'orgue de l'església de St. Martí de Vevey, experiència que catalogà com "profundament màgica".

### Composició
La primera cara comença amb "Going for the One", escrita per Anderson. Howe toca una guitarra d'acer de pedal durant tota la cançó. "Turn of the Century" és l'única cançó de l'àlbum que acredita a White com a autor de la lletra. Era originalment una cançó breu, però a mesura que els assajos es van anar succeint, Anderson insistí a allargar-ne les parts instrumentals per tal de ressaltar més la seva veu després. "Parallels" fou una cançó escrita per Squire originalment per al seu àlbum en solitariFish Out of Water (1975), però en quedà fora a causa de les limitacions de durada dels discs de vinil i perquè no quadrava amb l'estil musical de les altres peces.
La segona cara obre amb "Wonderous Històries", escrita també per Anderson. L'àlbum tanca amb la pista de quinze minuts "Awaken". Anderson s'inspirà després de llegir The Singer: A Classic Retelling of Cosmic Conflict de Calvin Miller i un llibre sobre la vida del pintor neerlandès Rembrandt, amb qui Anderson se sentia notablement impressionat.

### Disseny de portada

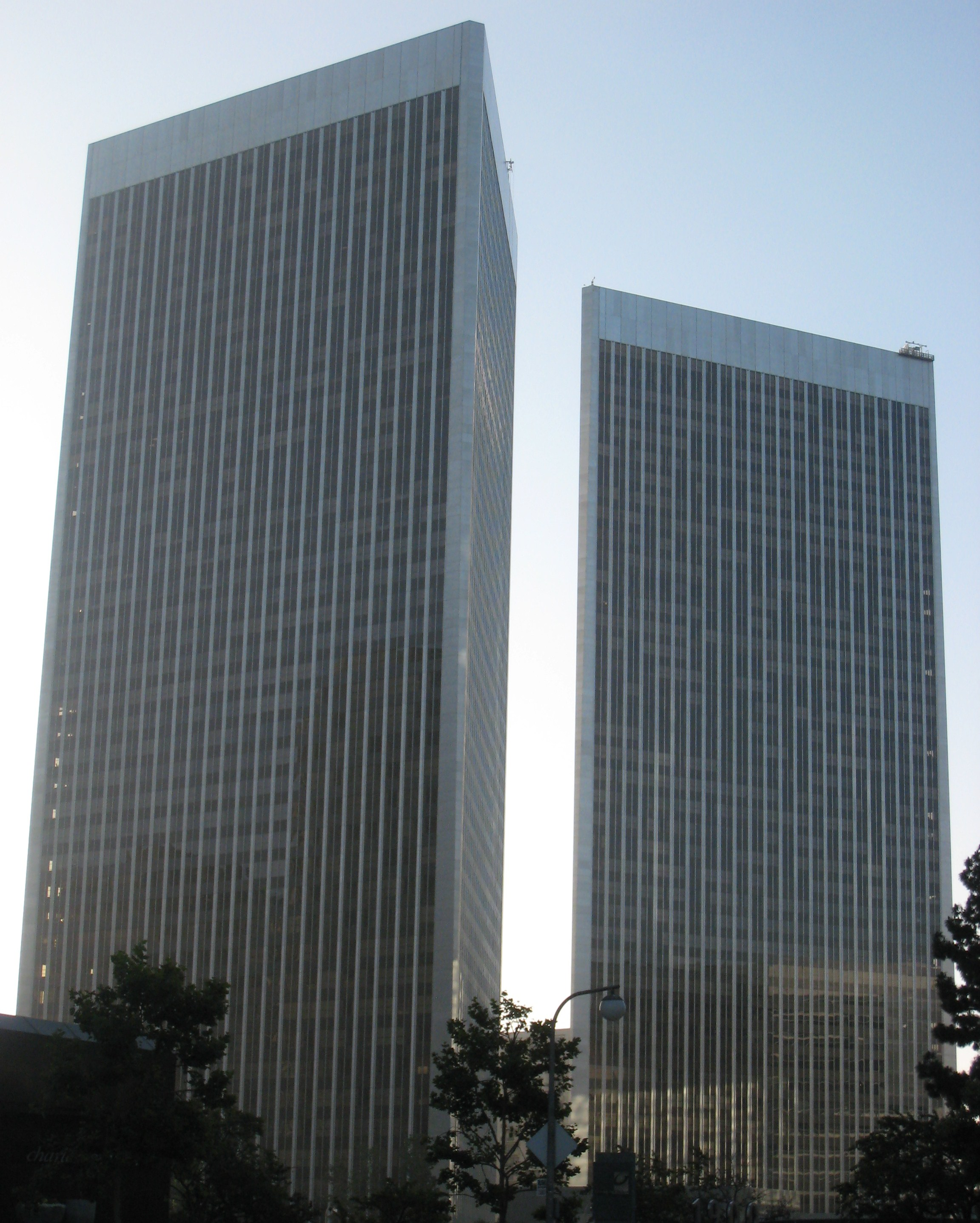
Century Plaza Towers, Los Angeles, EUA

Going for the One va marcar un canvi en l'estil gràfic de la banda, que aquest cop va ser dissenyat per Hipgnosis en detriment de l'artista Roger Dean, encarregat d'aquestes tasques des de Fragile (1971). La coberta mostra la figura d'un home nu dempeus, amb la Century Plaza Towers de Los Angeles, Califòrnia al fons. Tot i així, el logo de l'agrupació, dissenyat per Dean, hi torna a aparèixer.

## Publicació
Going for the One fou publicat el 7 de juliol de 1977 i representà un èxit comercial per la banda. Coronà el rànquing d'àlbums del Regne Unit durant dues setmanes l'agost del 1977 i aconseguí la posició número 8 del US Billboard 200 als EUA. Se'n van extreure dos singles: "Wonderous Stories", amb "Parallels" com a cara-B, que assolí la posició número 7 al Regne Unit, i "Going for the One", amb "Awaken Pt.1" a la segona cara, al lloc 24 a la mateixa llista.
L'octubre del 1978, la revista Circus informà que l'àlbum havia venut un milió de còpies. Va ser certificat Or per la Recording Industry Association of America i Plata pel British Phonographic Industry.

## Posició a les llistes de vendes
| Any  | País                             | Posició |
| ---- | -------------------------------- | ------- |
| 1977 | Rànquing d'àlbums del Regne Unit | 1       |
| 1977 | Rànquing noruec d'àlbums         | 7       |
| 1977 | US Billboard 200                 | 8       |

## Personal
Yes
- Jon Anderson – veu principal, arpa (pista 5), producció
- Chris Squire– baix elèctric, baix de 8 cordes (pista 1), baix de 6 cordes (pista 5), baix sense trasts (fretless)(pista 5), cors, producció
- Steve Howe– guitarres acústiques i elèctriques, guitarra d'acer, llaüt, cors, producció
- Rick Wakeman– sintetitzadors Polymoog i Minimoog, orgue (pistes 3 i 5), piano, Mellotron (pistes 2, 4, i 5), arranjament coral (pista 5), producció
- Alan White – bateria, percussió afinada (pistes 2 i 5), producció

Personal addicional
- Richard Williams Singers– cor
- Sean Davis– edició
- Paul Van Der Sonckheyd– edició
- John Timperley– enginyer
- David Richards– enginyer ajudant
- George Hardie– gràfics
- Alex Grob– fotografia
- Jaques Straessle– fotografia
- Hipgnosis– disseny gràfic, fotografia
- Roger Dean – disseny del logotip del grup
- Brian Lane– productor executiu